# Lasionycta skraelingia
Lasionycta skraelingia is een vlinder uit de familie uilen (Noctuidae). De wetenschappelijke naam is voor het eerst geldig gepubliceerd in 1852 door Herrich-Schäffer.
De soort komt voor in Europa en Noord-Amerika.